# Can Bozdoğan
Can Bozdoğan (sinh ngày 5 tháng 4 năm 2001) là một cầu thủ bóng đá chuyên nghiệp người Đức thi đấu ở vị trí tiền vệ cho câu lạc bộ Utrecht tại Eredivisie theo dạng cho mượn từ Schalke 04.